# Jean-Pierre Hébrard
Jean-Pierre Hébrard  ( 1943 - ) es un botánico, briólogo, y profesor francés, que desarrolla actividades académicas en el "Laboratorio de Botánica", Universidad de Derecho, de Economía y de Ciencias de Aix-Marseille III.

## Algunas publicaciones
- Jean-Pierre Hébrard, Valérie Andrieu-Ponel, Philippe Ponel. 1999. Bryophytes du tardiglaciaire würmien de la zone Nord-Pyrénéenne des Pyrénées occidentales francaises. 10 pp.
- ------------, Rosa LoGiudice. 1996. Physcomitrium maroccanum Meylan in Sicily, new to european bryoflora. 8 pp.

### Libros
- 1989. Étude comparée de la végétation bryophytique des troncs de chêne vert et de chêne pubescent (peuplements âgés) dans la forêt domaniale de la Gardiole de Rians (Var, France). 14 pp.
- 1988. Les terrains cristallophylliens, de Saint-Étienne-de-Tinée au Mont Ténibre, et à la Lausette près du Col de la Lombarde. Volumen 5 de Contribution à l'étude des bryophytes du bassin supérieur de la Tinée (Parc National du Mercantour, Alpes Maritimes). Les Éditions de Lejeunia. 18 pp.
- ------------, C. Rolando. 1985. Etude comparée du peuplement bryophytique de taillis de chêne vert d'âge différent en forêt domaniale de la Gardiole de Rians (Var, France). 24 pp.
- 1981. Contribution à l'étude de la végétation bryophytique des forêts de Quercus ilex, de Quercus suber et des maquis bas à Rosmarinus officinalis dans le Cap Corse. Ed. Les Éditions de Lejeunia. 20 pp.
- ------------, Jean-Pierre Hébrard. 1980. A propos de la vegetation des forets en Grece du nord-est (Macedoine orientale et Thrace Occidentale). Ed. INIST. 47 pp.
- 1975. Documents pour une étude comparée de la végétation bryologique des cistaies et maquis dégradés humides de Provence cristalline et du littoral corse oriental. 13 pp.
- 1973. Etude des bryoassociations du Sud-Est de la France et de leur contexte écologique. 422 pp.
- 1969. A propos de la composition muscinale des formations sylvatiques du Haut Var et de quelques charmaies du massif du Tanneron. 14 pp.

## Honores

### Epónimos
- (Asteraceae) Taraxacum gamisansii Soest[1]
- (Poaceae) Festuca gamisansii Kerguélen[2]

- La abreviatura «Hébr.» se emplea para indicar a Jean-Pierre Hébrard como autoridad en la descripción y clasificación científica de los vegetales.[3]